# Ḍ̄
Ḍ̄ (minuscule : ḍ̄), appelé  D macron point souscrit, est un graphème utilisé dans la romanisation ISO 233-1 et dans la romanisation de Lepsius du sindhi. Elle est composée de la lettre D d’un macron et d’un point souscrit.

## Utilisation
Dans la romanisation ISO 233-1, ‹ ḍ̄ › translittère le ḍād šaddah ‹ ضّ ›, le ḍād et le šaddah étant translittéré avec le d point souscrit et avec le macron suscrit.
Dans la romanisation Lepsius du sindhi, ‹ ḍ̄ › translittère le ḍḍal ‹ ڏ › de l’écriture arabe et le d̤a ‹ ॾ › de la devanagari représentant une consonne occlusive injective alvéolaire [ɗ].

## Représentations informatiques
Le D macron point souscrit peut être représenté par les caractères Unicode suivant :
- décomposé (latin de base, diacritiques) :

| formes    | représentations | chaînes de caractères | points de code | descriptions                                                |
| --------- | --------------- | --------------------- | -------------- | ----------------------------------------------------------- |
| capitale  | Ḍ̄               | Ḍ◌̄                    | U+1E0C U+0304  | lettre majuscule latine d point souscrit diacritique macron |
| minuscule | ḍ̄               | ḍ◌̄                    | U+1E0D U+0304  | lettre minuscule latine d point souscrit diacritique macron |

- décomposé et normalisé NFD (latin de base, diacritiques) :

| formes    | représentations | chaînes de caractères | points de code       | descriptions                                                            |
| --------- | --------------- | --------------------- | -------------------- | ----------------------------------------------------------------------- |
| capitale  | Ḍ̄               | D◌̣◌̄                   | U+0044 U+0323 U+0304 | lettre majuscule latine d diacritique point souscrit diacritique macron |
| minuscule | ḍ̄               | d◌̣◌̄                   | U+0064 U+0323 U+0304 | lettre minuscule latine d diacritique point souscrit diacritique macron |